# Николаос Цитиридис
Николаос Цитиридис е български комик, писател, барабанист, сценарист и телевизионен водещ.
Известен е със стендъп представленията си към Комеди Клуб София, както и като водещ на „Шоуто на Николаос Цитиридис“ по Би Ти Ви.

## Биография
Николаос-Теодорос Илиас Цитиридис е роден на 1 февруари 1994 г. в Атина, Гърция. Баща му е грък, а майка му е българка от Благоевград. На 5-годишна възраст идва заедно с майка си в България. През 2009 г. започва да свири на барабани и основава първата си група.
Завършва основното си образование в 6 ОУ, а средното – в 32 СУ.
Учи журналистика във Факултета по журналистика и масова комуникация към Софийския университет „Свети Климент Охридски“. Работи по специалността си в Offnews. За работата си в медията печели наградата „Валя Крушкина – журналистика за хората“.

## Кариера
От 2016 г. е част от Комеди Клуб София. Започва кариерата си на комедиант на шоуто „Open Mic“ в Комеди Клуб София. След по-малко от година подписва договор с мениджъра на клуба Иван Кирков и се превръща в професионален стендъп комедиант. От 16 май 2019 г. е резидент – най-високата титла за особени постижения към комедията в България. Участва и в подкаста „Комеди Клуб Новините“ (предаване в Ютюб), където всяка седмица обсъжда седмицата заедно с Иван Кирков и Александър Деянски.
От 27 януари 2020 до 1 декември 2023 е водещ на вечерното предаване на Би Ти Ви „Шоуто на Николаос Цитиридис“.
През 2022 г. и 2025 г. е член на журито в осмия и деветия сезон на „България търси талант“.
В същата година озвучава в дублажа на анимационния филм „Миньоните 2“, записан в студио „Александра Аудио“ с ролята на си Жан-Краб, озвучен в оригинал от Жан-Клод Ван Дам. Това е единствената му изява в дублажа.
След продължителност от 4 години, 8 сезона и броящи над 600 епизода, на 1-ви декември от 22:00 часа, bTV излъчи последното издание на "Шоуто на Николаос Цитиридис". Финалното предаване, което продължи час и половина (до 23:30 ч.), представи най-запомнящите се моменти и гости, забавни роли и образи, видеа и изненади през годините на шоуто. В последния епизод, студиото посрещна първия гост от старта на шоуто през 2020 г. - актьора Юлиан Вергов. Сред гостите е и актрисата Боряна Братоева, която в реалния живот е половинката на Николаос.
През 2025 г. участва в тринадесетия сезон на „Като две капки вода“.

## Филмография
- „Голата истина за група Жигули“ (2021) – водещ в бТВ